# Hans-Jürgen Kreische
Hans-Jürgen Kreische   (Dresden, 19 de juliol de 1947), dit Hansi, és un exfutbolista alemany de la dècada de 1970.
Fou 50 cops internacional amb la selecció alemanya democràtica amb la qual participà en la Copa del Món de futbol de 1974.
Pel que fa a clubs, defensà els colors de Dynamo Dresden, marcant 127 gols en 234 partits de lliga entre 1964 i 1978.

## Palmarès
- Lliga de la RDA de futbol (5): 1971, 1973, 1976, 1977, 1978
- Copa de la RDA de futbol (2): 1971, 1977